# Quá (nước)
Quá (giản thể: 过; phồn thể: 過) là tên một nước chư hầu do Hàn Trác phong cho con trai trưởng là Hàn Kiêu để làm phên dậu che chắn cho chính quyền của ông ta, địa bàn quốc gia trên ngày nay nằm ở khu vực thuộc tỉnh Sơn Đông.
Sau khi cướp ngôi của Hậu Nghệ lập tức Hàn Trác phong cho 2 người con trai là Hàn Kiêu ở nước Quá và Hàn Ế ở nước Qua, mục đích và nhiệm vụ chính để thành lập hai nước ấy là để ngăn chặn sự trỗi dậy của tôn thất nhà Hạ. Khi biết tin Thiếu Khang đang ở nước Hữu Nhưng thì cả hai nước Quá và Qua đều phát binh truy sát, Thiếu Khang phải lẩn tránh sang nước Hữu Ngu ẩn mình chờ cơ hội phục quốc.
Hàn Kiêu thấy đánh Thiếu Khang quá dễ nên mất cảnh giác không phòng bị gì, đến lúc Thiếu Khang phối hợp với Thần Mi từ nước Hữu Cách đánh tập hậu vào nước Quá thì Hàn Kiêu trở tay không kịp rồi bị giết chết. Như vậy nước Quá từ khi hình thành đến lúc diệt vong tồn tại khoảng chừng hơn 30 năm, nghĩa là từ lúc Hàn Trác cướp ngôi Hậu Nghệ đến khi bị Thiếu Khang đánh bại với vẻn vẹn duy nhất 1 đời vua.